# Bataille de Gundet
Guerre égypto-éthiopienne
Batailles
La bataille de Gundet est la première bataille de la guerre entre l'Égypte et l'Éthiopie, elle s’est déroulée le 16 novembre 1875 à Gundet, ville située dans la région du Hamasien, tributaire à l’époque du Negusse Negest Yohannes IV.  L’affrontement tourna au « carnage » pour les Égyptiens dont les troupes furent presque anéanties par les Éthiopiens. 

## Contexte

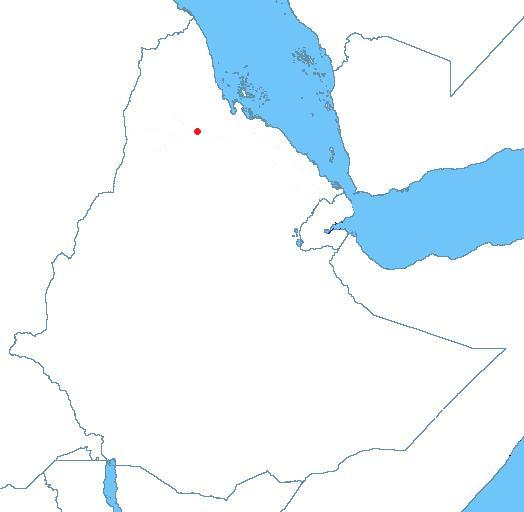
Localisation de Gundet

Carte de la bataille

Alors que les Égyptiens s'installent dans la Corne de l'Afrique à partir de 1868, le khédive Ismail Pacha, en septembre 1875, ordonne à ses troupes l’invasion de l'Empire éthiopien. En octobre 1875, les Égyptiens pénètrent dans le Hamasien après une victoire militaire sur le Dejazmach Gebru alors gouverneur de la province tributaire de Yohannes IV. Ils décident de s’installer à Addi Quala et Gundet. Les Éthiopiens estiment qu’il fallait lancer l’offensive contre ces postes.

## Déroulement de la bataille
Le 14 novembre 1875, Alula Engida et ses soldats traversent la rivière Mareb et menent une attaque réussie à partir du flanc ouest contre les troupes égyptiennes d’Addi Quala. Ainsi, les troupes d'Alula Engida se trouvent à l’arrière des Égyptiens basés à Gundet, bloquant ainsi leur ligne de retraite. Pendant ce temps, l’armée principale, sous le commandement de Yohannes IV, franchit la rivière Mareb la nuit du 15 au 16 novembre. Le matin du 16 novembre 1875, les Égyptiens, encerclés dans une plaine, se font massacrer. Le colonel Arendrup est alors surpris par la présence abyssine mais également par le fait que ses ennemis possédaient des armes à feu.  Les 70 000 Éthiopiens, moins bien équipés que les 3 000 égyptiens, combattent avec un « moral élevé, leur vertu patriotique et un bon leadership ». Du côté égyptien, les commandants des troupes, Arakil Bey Nubar et Soren Arendrup sont tous deux tués ainsi que plusieurs autres officiers. Les Éthiopiens ont perdu 550 hommes et déplorent 400 blessés dont le frère d'Alula Engida, Tessema Engida.  Un officier américain parvient à rassembler les survivants qui retournent à Mitsiwa. Surpris et mécontent de l’issue du combat, le Khédive tente de censurer la nouvelle de la défaite et se met à préparer une revanche en rassemblant une armée plus nombreuses qui affronte les Éthiopiens à la bataille de Gura. 
Du côté abyssin, Alula Engida tire un grand prestige de cette bataille mais il n'en est pas le seul héros, Dejazmach Wolde Mikael Salomon a mené les troupes abyssines dans la poursuite des unités vaincues, parvenant à s'emparer de 700 fusils, plus tard transférés, sur ordre impérial, à Alula, nouvellement nommé au commandement d’une nouvelle unité équipée avec les fusils Remington capturés. Wolde Mikael, particulièrement irrité, entre alors en contact avec les Égyptiens. Au total, les Éthiopiens avaient récupéré 12 200 fusils Remington ainsi que 16 canons, tous utilisés lors de la bataille de Gura.